# Nejmeh Sporting Club
El Al Nejmeh Sporting Club (en árabe: نادي النجمة‎) es un club de fútbol de la ciudad de Beirut (Líbano). Fue fundado en 1945 y juega en la Primera División de Líbano.

## Historia
El equipo fue fundado en 1945. El primer consejo fue:
- Anis Radwan (Presidente)
- Yahia Daroub (Vicepresidente)
- Noureddine Hamedeh (Secretario General)
- Monzer Amin, Hamza Daroub y Salah Senno (miembros del consejo)

Ascendió a Primera división en 1951. Conquistó el título de Liga por primera vez en 1973, logro que repetiría en otras seis ocasiones. Ha ganado el título de Copa cinco veces.
Consiguió quedar segundo de la Copa de la AFC 2005.

## Palmarés
- Ligas de Líbano : 9

1973, 1975, 2000, 2002, 2004, 2005, 2009, 2014, 2024
- Copas de Líbano : 7

1971, 1987, 1989, 1997, 1998, 2016, 2022
- Supercopa de Líbano : 6

2000, 2002, 2004, 2009, 2014, 2016
- Copa Elite de Líbano : 12

1996, 1998, 2001, 2002, 2003, 2004, 2005, 2014, 2016, 2017, 2018, 2021

### Al Nejmeh en competiciones internacionales
- Copa de Clubes de Asia

1997: Segunda ronda
- Liga de Campeones de la AFC

2003: Primera ronda
- Copa AFC

2004: Cuartos de final
2005: 2º
2006: Semifinal
2007: Semifinal
2010: Fase de grupos
2014: Segunda ronda
2015: Fase de grupos
2017: Fase de grupos
2019: Fase de grupos
2022: Fase de grupos
- Recopa de Asia

1991: Primera ronda
1998: Primera ronda
1999: Primera ronda

## Uniforme
- Uniforme titular: Camiseta, pantalón y medias rojas.
- Uniforme alternativo: Camiseta, pantalón y medias blancas.

## Estadio
El Al Nejmeh juega en el Rafic El-Hariri Stadium. Tiene capacidad para 5.000 personas. 